# محمدصالح پالیزبان
محمدصالح پالیزبان (زاده ۲۳ مرداد ۱۳۷۳ در تهران) عضو تیم ملی تیر و کمان اهل ایران است. وی در سال ۲۰۱۷ به اردو تیم ملی دعوت شد. از افتخارات وی می‌توان به کسب مدال طلا کامپوند انفرادی کاپ آسیایی رنکینگ سنگاپور ۲۰۲۳ اشاره کرد.

## افتخارات
- کسب مدال طلا انفرادی کاپ آسیایی رنکینگ سنگاپور در سال ۲۰۲۳.[۱۴]
- کسب مدال برنز تیمی بازی‌های کشورهای اسلامی ترکیه در سال ۲۰۲۲.[۱۵]
- کسب مدال نقره انفرادی بازی‌های کشورهای اسلامی ترکیه ۲۰۲۲.[۱۶]
- کسب مدال برنز تیمی کاپ آسیایی رنکینگ تایلند در سال ۲۰۲۲.[۱۷]
- کسب مدال طلا انفرادی کاپ آسیایی رنکینگ تایلند در سال ۲۰۲۲.[۱۷]
- کسب مدال برنز تیمی قهرمانی آسیا رنکینگ تایلند در سال ۲۰۱۹.[۱۸]
- کسب مدال نقره تیمی المپیک تابستانه دانشجویان جهان ایتالیا در سال ۲۰۱۹.[۱۹][۲۰]
- کسب مدال برنز میکس تیمی کاپ جهانی چین در سال ۲۰۱۹.[۲۱]
- کسب مدال طلا میکس تیمی کاپ آسیایی رنکینگ تایلند در سال ۲۰۱۹.
- کسب مدال نقره تیمی کاپ آسیایی رنکینگ تایلند در سال ۲۰۱۹.
- کسب مدال طلا انفرادی کاپ آسیایی رنکینگ تایلند در سال ۲۰۱۹.
- کسب مدال طلا تیمی قهرمانی ارتش‌های جهان سیزم تهران در سال ۲۰۱۸.[۲۲]
- کسب مدال نقره انفرادی قهرمانی ارتش‌های جهان سیزم تهران در سال ۲۰۱۸.

## رکوردها
- رکورددار میکس آسیا با امتیاز ۱۶۰ از ۱۶۰.[۲۳][۲۴]
- رکورددار کامپوند ایران با امتیاز ۷۱۴ از ۷۲۰.[۲۵][۲۶]